# Український науково-дослідний інститут гірського лісівництва імені П. С. Пастернака
Український науково-дослідний інститут гірського лісівництва імені П. С. Пастернака — науково-дослідний заклад, що вивчає гірські ліси. Розташований у місті Івано-Франківську.

## Історія та сучасність

### Створення
Організований розпорядженням Ради Міністрів УРСР від 17 квітня 1991 р. № 138-р на базі Карпатського філіалу УкрНДІЛГА ім Г. М. Висоцького, створеного у 1964 р., і Закарпатської лісової дослідної станції (заснована у 1948 р.).

### Основні наукові напрями
Наукове обґрунтування багатоцільового лісокористування і відтворення лісових ресурсів; підвищення продуктивності, посилення захисних функцій та стійкості гірських лісів; розробка лісогосподарських технологій з урахуванням екологічних та економічних факторів; удосконалення природно-заповідної справи і поліпшення рекреаційної властивості лісів; організація мисливського господарства; організація моніторингу і розробка методів запобігання проявів негативного антропогенного впливу. Об'єктами наукових досліджень інституту є регіон Українських Карпат і прилеглих територій.

### Основні досягнення та розробки
Вивчено поширення і збереження генетичного потенціалу гірських лісів. Розроблені технологія створення постійної насіннєвої бази головних лісотвірних порід на генетико-селекційній основі, програма з інтродукції деревних рослин, основні положення з лісонасінної справи, технології створення промислових плантацій плодово-ягідних деревних та чагарникових порід, закладки клонових насіннєвих плантацій, лісокультурне районування Українських Карпат і прилеглих територій, складені типи і технології лісових культур для основних категорій лісокультурних площ з врахуванням типів лісу і вертикальної зональності в розрізі всіх лісових формацій.
Дослідженнями з питань лісозахисту розроблені інтегровані заходи профілактики та боротьби з кореневими гнилями ялинових і ялицевих лісів та з основними видами шкідників і хвороб дубових лісів. Розроблена технологія застосування феромонів для боротьби з короїдом-типографом ялинників. Результати багаторічних досліджень використані при розробці санітарних правил в лісах України.
За матеріалами досліджень з мисливської тематики розроблені рекомендації з обліку чисельності диких копитних тварин, біотехнічних заходів, як основи підвищення ефективності мисливського господарства, типології та бонітування мисливських угідь, селекційного відбору аборигенних диких копитних тощо.
При вивченні методів ведення лісового господарства досліджено лісівничо-екологічні наслідки головних рубок з різних технологій лісосічних робіт; дано оцінку особливостям проведення рубок догляду за лісом; вивчено вплив гірських лісів на водний режим та його зміни при господарській діяльності, встановлено нормативи оптимальної екологічної лісистості і допустимого її зниження при рубках; опрацьовано систему господарювання в гірських лісах різної категорії захисності; вивчено природу пралісів Карпат. Дана оцінка впливу лісозаготівельного обладнання і технологій на лісове середовище. Проводяться прикладні розробки з оптимізації параметрів дорожньої мережі, аналізу утворення і накопичення деревних відходів та розробки пропозицій з їх утилізації в енергетичних цілях.
Дослідження з лісознавчого напряму та рекреаційного лісокористування завершилося розробкою серії науково-практичних рекомендацій та пропозицій для лісовпорядкування, а з моніторингу — закладанням регіональної мережі з 80-ти постійних пунктів спостереження, на яких проводяться екологічні дослідження.

### Директори
- Парпан Василь Іванович (1995—2018)
- Голубчак Олексій Іванович, кандидат сільськогосподарських наук,член-кореспондент ЛАН України та ЕАН України.